# Lasioglossum dimorphum
Lasioglossum dimorphum är en biart som först beskrevs av Rayment 1954.  Lasioglossum dimorphum ingår i släktet smalbin, och familjen vägbin. Inga underarter finns listade i Catalogue of Life.